# Leilão de um centavo
Os leilões de um centavo são um segmento de leilão virtual, onde cada lance dado por um usuário aumenta em um centavo o preço do produto.
Antes de entender o que é o "Leilão de um centavo" é importante saber qual seu objetivo: Tornar possível a compra de produtos por preços bem mais baixos do que os originais, chegando a 99% mais baratos. Isso é possível, devido ao fato, de durante um leilão, vários usuários darem lance, e acaba ficando com aquele que utilizou de melhor estratégia para administrar seus lances.
Todos os leilões iniciam em R$ 0,00 e possuem um cronômetro, cujo valor inicial de tempo é determinado pela empresa que leiloa os produtos, podendo variar entre 10, 15 ou 30 segundos. Ao iniciar o leilão, o cronômetro começa a zerar até um usuário dar um lance; o preço do produto aumenta em um centavo e o cronômetro volta ao tempo de início. É vencedor do leilão o usuário que der o último lance.
Os leilões de um centavo tem um início pré-determinado por uma data e uma hora. A partir desse instante, o cronômetro começa a diminuir, a cada lance, o cronômetro volta a posição inicial, que varia geralmente de 60 a 10 segundos, dependendo da vontade do criador do leilão. Ganha o usuário que der o lance por último, ou seja, o usuário que ver o cronômetro chegar ao 0 com seu nome em destaque. Esse usuário ganhador do leilão, poderá comprar esse produto, que geralmente nunca representa mais que 1% do valor estipulado pelo mercado convencional.
Dependendo do leilão, há os que nem cobram esse valor do usuário, ignorando também até o frete.
Nos leilões de um centavo, você compra os "Lances", "Bids", e etc. Ou seja, a moeda interna para dar lances, que funciona como se fossem créditos. Quem os melhor administra, acaba conseguindo os melhores prêmios.
Para poder dar lances nos produtos, o usuário tem que comprar pacotes de lances. Quanto mais lances disponíveis, maior a possibilidade de o usuário arrematar um leilão.
O Jornal da Noite divulgou uma matéria a respeito em Dezembro de 2010.